# ليونارد بيترز
ليونارد بيترز (بالإنجليزية: Leonard Peters)‏ هو لاعب كرة قدم أمريكية أمريكي، ولد في 26 ديسمبر 1981.